# Rudolph Tegner
Pour les articles homonymes, voir Tegner.
Rudolph Tegner, de son nom complet Rudolph Christopher Puggaard Tegner, est un sculpteur danois né le 12 juillet 1873 à Copenhague, mort en 1950, fils de l'homme d'affaires Henry August Tegner et de Signe Elisabeth Puggaard. Il a été formé à l'Académie royale des Beaux-Arts de Copenhague. Son œuvre, liée au mouvement symboliste, a été fort controversée de son vivant.
Un musée lui est consacré à Dronningmølle, près d'Elseneur au Danemark. Le musée est construit en béton armé, selon un design moderniste inhabituel, d'après les plans de Tegner lui-même, et réalisé avec l'aide de l'architecte Mogens Lassen (1901-1987). Le bâtiment est entouré d'un parc sauvage de 17 hectares dans une zone de bruyère appelée traditionnellement Rusland.
De 1890 à 1893, Tegner collaborera avec le sculpteur norvégien Gustav Vigeland, puis il s'installera à Paris jusqu'en 1897, où il sera influencé par l'art d'Auguste Rodin. Ses sculptures mouvementées et volontiers provocatrices, voire érotiques, rompront avec la tradition néo-classique et réservée de la sculpture au Danemark, telle que léguée par Bertel Thorvaldsen. Tegner était inspiré par les idées de Friedrich Nietzsche et celles au Danemark de Georg Brandes (dont il réalisera d'ailleurs un portrait intitulé Lucifer avec la tête de Brandes).